# Франц, Элизабет
Элизабет Франц (англ. Elizabeth Franz, род. 18 июня 1941) — американская актриса.
Франц добилась наибольшего успеха благодаря ролям в многочисленных бродвейских постановках и в 1999 году выиграла премию «Тони» за выступление в пьесе «Смерть коммивояжёра». В следующем году она получила номинацию на «Эмми» за одноимённый телефильм, в 2002 ещё одну номинацию на «Тони». Франц снялась в нескольких фильмах на протяжении своей карьеры, таких как «Секрет моего успеха», «Стилет», «Школьные узы», «Сабрина», «Чужие похороны», «Рождество с Крэнками», «Неожиданная любовь», а также появилась в телесериалах «Розанна», «Справедливая Эми», «Девочки Гилмор», «Закон и порядок: Специальный корпус» и «Анатомия страсти».

## Избранная фильмография
| Год  |   | Русское название | Оригинальное название | Роль            |
| ---- | - | ---------------- | --------------------- | --------------- |
| 1996 | ф | Худеющий         | Thinner               | Леда Россингтон |

## Награды и номинации
- «Тони»
  - 1983 — Премия «Тони» за лучшую женскую роль второго плана в пьесе — «Сестра Мэри Игнатус объясняет все это для вас» (номинация)
  - 1999 — Премия «Тони» за лучшую женскую роль второго плана в пьесе — «Смерть коммивояжёра»
  - 2002 — Премия «Тони» за лучшую женскую роль второго плана в пьесе — «Седьмое утро» (номинация)

«Эмми»
  - 1990 — Премия «Эмми» за лучшую женскую роль в мини-сериале или фильме — «Городская месть» (номинация)
  - 2000 — Премия «Эмми» за лучшую женскую роль второго плана в мини-сериале или фильме — «Смерть коммивояжёра» (номинация)

«Премия Гильдии киноактёров США»
  - 2001 — Премия Гильдии киноактёров США за лучшую женскую роль в телефильме или мини-сериале — «Смерть коммивояжёра» (номинация)

«Драма Деск»
  - 1983 — Премия «Драма Деск» за лучшую женскую роль второго плана в пьесе — «Сестра Мэри Игнатус объясняет все это для вас»(номинация)
  - 1999 — Премия «Драма Деск» за лучшую женскую роль второго плана в пьесе — «Смерть коммивояжёра» (номинация)
  - 2002 — Премия «Драма Деск» за лучшую женскую роль второго плана в пьесе — «Седьмое утро» (номинация)